# 타이핑누
타이핑누(Taipingnu, 太平訥, ?~?)는 원 문종(元文宗)의 3자(子)이다. 성(姓)은 보르지긴(孛兒只斤)이고, 어머니는 부다시리(卜答失里), 위로는 형인 아라트나다라(Aratnadara, 阿剌忒納答剌), 엘 테구스(El tegüs, 燕帖古思)가 있다.
태평눌 황자의 초명(初名)은 보녕(寶寧)이다. 하지만 천력 원년(1329년)에 태평눌(太平訥)로 개명하였다. 그는 일직 요절(夭折)했다.

## 개요
톡 테무르의 자식으로 태어났으며, 형 아라트나다라와 엘 테구스가 있었다.
타이핑누는 원레 '보녕'이라는 이름을 가지고 있었지만, 아버지 톡 테무르 역시 '천력지변(天曆之變)'을 제압하여 자야아투 카안으로서 즉위하였던 천력(天曆) 원년(1328), 타이핑누로서 개명하였다.
또한 이때 톡 테무르는 대사농(大司農) 바이주(買住)에게 바이주 집에서 타이핑누를 기르도록 명하였다.
그러나 이후 타이핑누에 관한 기술은 거의 보이지 않으며, 타이핑누가 어떠한 생애를 보냈는지도 거의 알 수 없다. 『원사(元史)』권107 「표(表)2·종실세계표(宗室世系表)」에는 형 아라트나다라와 엘 테구스와 함께 자손이 없었다고 기록되어 있다. 타이핑누 등의 죽음에 의해 톡 테무르의 가계는 단절되었다.